# Operação Währung
Durante a Batalha das Ardenas na Segunda Guerra Mundial, a Operação Währung ("Moeda" em alemão) foi uma operação especial conduzida como parte da Wacht am Rhein.
Um pequeno grupo de comandos alemães se infiltraram atrás das linhas Aliadas usando uniformes americanos. O objetivo era que esses comandos tomassem pontes importantes sobre o rio Mosa e sabotar o que podiam na retaguarda Aliada para causar confusão. Todos os agentes foram feitos prisioneiros e foram executados pelos americanos. Isso mais tarde trouxe problemas aos Estados Unidos, vencedor da Segunda Guerra, que mandou enforcar oficiais alemães que mandaram executar da mesma maneira agentes norte-americanos capturados em uniformes alemães.